# Witbuikstekelstaartgierzwaluw
De witbuikstekelstaartgierzwaluw (Hirundapus cochinchinensis) is een vogel uit de familie Apodidae (gierzwaluwen).

## Verspreiding en leefgebied
Deze soort komt wijdverspreid voor in Azië.